# Ratko Kacijan
Ratko Kacijan, (ur. 18 stycznia 1917 w Zadarze, zm. 18 czerwca 1949 w Zagrzebiu) – chorwacki piłkarz, występujący na pozycji środkowego napastnika. W swoim czasie tworzył świetny chorwacki duet napastników, wraz z Ivanem "Ico" Hitrecem.

## Kariera klubowa
Karierę zaczynał w roku 1931, w wieku 14 lat w młodzieżowym klubie ŠK Primorac Belgrad. Później, w roku 1934 wraz z rodziną wrócił do Chorwacji i zamieszkał w mieście Szybenik, a także grał w tamtejszym klubie NK Osvit. Po trzech latach gry w tym zespole, w roku 1937 został zawodnikiem zespołu HAŠK Zagrzeb, z którym rok później (1938) zdobywa mistrzostwo Jugosławii. W roku 1939 przechodzi do zespołu Hajduka Split, gdzie w roku 1940 po pobiciu sędziego zostaje dożywotnio zdyskwalifikowany. Federacja zamieniła mu karę na dwa lata, a sam zawodnik po odbyciu kary był przykładem wzorowego piłkarza i profesjonalisty. Kacijan był znany jako jeden z orędowników reżimu ustaszowskiego Ante Pavelicia. Z Hajduka Split do HAŠK-a powrócił w roku 1943, a od roku 1944 uczestniczył w wyzwoleniu Jugosławii spod faktycznej kontroli hitlerowców. Po zakończeniu wojny rozpoczął występy w nowo utworzonym na gruzach HAŠK-a i innych zagrzebskich klubów, klubie Dinamo Zagrzeb. W trakcie swojej gry w Dinamie w latach 1945–1949 w 102 występach, strzelił 8 goli dla drużyny "Modrich".

## Kariera reprezentacyjna
W reprezentacji Jugosławii Kacijan wystąpił tylko raz - w spotkaniu rozgrywanym 9 maja 1946 w Pradze przeciwko Czechosłowacji, który Jugosłowianie niespodziewanie wygrali 2:0.

### Medal Igrzysk Olimpijskich 1948 w Londynie
Wraz z reprezentacją Jugosławii Ratko Kacijan uczestniczył w IO 1948 w Londynie, gdzie Jugosławia zdobyła srebrny medal. Kacijan nie zagrał tam jednak ani minuty, a Jugosłowianie po kolei wyeliminowali Luksemburg (6:1), Turcję (3:1), w półfinałach Anglię (3:1) i w wielkim finale ulegając Szwecji 1:3. Zaczęło się źle dziać dla Jugosławii, kiedy w 24 minucie gola na 0:1 zdobył członek słynnego duetu "Gre-No-Li" Gunnar Gren. Mecz zaczął się jednak od początku w 42 minucie, gdy wyrównującą bramkę zdobył Stjepan Bobek. Remis utrzymał się tylko przez następne 6 minut, bowiem w 48 minucie gola na 1:2 dla Szwecji zdobył Gunnar Nordahl. 
Jugosłowian pogrążył w 57 minucie niesamowity Gunnar Gren, który zdobył gola z rzutu karnego. Pomimo porażki w finale zdobycie przez Jugosławię srebrnego medalu Igrzysk Olimpijskich było odebrane w kraju jako wielki triumf narodowej reprezentacji. Wszyscy piłkarze, którzy uczestniczyli w zdobyciu medalu, w tym Kacijan, otrzymali wysokie nagrody pieniężne za ten sukces, a także dożywotnią sportową, olimpijską emeryturę.

## Kacijan jako trener
W trakcie swojej kariery sportowej Kacijan zdał egzamin na trenera w Akademii Wychowania Fizycznego w Zagrzebiu. Krótko trenował zespół HAŠK Zagrzeb, a także policyjny klub Milicionar Zagrzeb. Pracę w tym klubie przerwała niespodziewana śmierć Kacijana w roku 1949 w wyniku zawału serca. W hołdzie dla wielkiego piłkarza, młodzieżowa szkółka Dinama Zagrzeb nosi nazwę "ONS Hitrec - Kacijan".